# Croatia Open 2001
Croatia Open 2001 — тенісний турнір, що проходив на кортах з твердим покриттям у місті Умаг, Хорватія з 16 липня . Належав до категорії ATP International Series.

## Фінальна частина

### Одиночний розряд
Карлос Мойя —  Жером Гольмар 6–4, 3–6, 7–6(7–2)

### Парний розряд
Серхіо Ройтман /  Андрес Шнейтер —  Іван Любичич /  Ловро Зовко 6–2, 7–5